# Illinoia brevitarsis
Illinoia brevitarsis är en insektsart som först beskrevs av David D. Gillette och Palmer 1933.  Illinoia brevitarsis ingår i släktet Illinoia och familjen långrörsbladlöss. Inga underarter finns listade i Catalogue of Life.